# Дерзость (фильм)
«Дерзость» — советский героико-приключенческий фильм по повести В. Земляка «Подполковник Шиманский». Премьера — 22 февраля 1972 года.

## Сюжет
Под Винницей 1942 году в обстановке невероятной секретности был сооружён огромный подземный комплекс «Вервольф» («Оборотень»). В нём разместилась восточная ставка Гитлера. Во время и после строительства погибло или было убито более 46 тысяч военнопленных. Советскому разведчику удалось раскрыть его местоположение. В 1943 году комплекс был уничтожен.

## В ролях
- Николай Олялин — Клименко Андрей
- Владимир Гуляев — Белоус Николай, старшина
- Валентина Гришокина — Нонна
- Борис Зайденберг — Вошаглик Йозеф, полковник
- Владимир Балон — Винцент Август, майор
- Татьяна Чернова — Клара Фост / Лидия
- Юрий Дубровин — Рыжий (Степан Степанович Огуречников)
- Фёдор Одиноков — Максим
- Александр Суснин — Трошка, стрелочник-подпольщик
- Григорий Михайлов — Седой, Сергей Фёдорович
- Петр Вескляров — стрелочник
- Вячеслав Винник — Сергеев
- Станислав Станкевич — Гитлер
- Борис Молодан — Гелен (роль озвучена Олегом Мокшанцевым)
- Алим Федоринский — Панцер, лётчик капитан
- Иван Матвеев — эпизод

## Съёмочная группа
- сценарий — Василия Земляка
- постановка — Георгия Юнгвальд-Хилькевича
- оператор-постановщик — Александр Полынников

## Награды
В 1973 году фильм был удостоен диплома международного кинофестиваля приключенческих фильмов в Праге.